# Salma Ismail
Salma binti Ismail (Alor Setar, 19 de diciembre de 1918-Kuala Lumpur, 20 de julio de 2014) fue una médica malaya y la primera mujer malaya en obtener el título de médica. Se convirtió en una de los primeros médicos generalistas malayos en abrir un consultorio privado en 1967.

## Biografía
Salma Ismail nació el 19 de diciembre de 1918 en Alor Setar, Kedah. Asistió a la escuela de niñas Kampung Baru, Kolej Sultan Abdul Hamid y la escuela secundaria Sultanah Asma, donde una de las casas ahora lleva su nombre. Completó los exámenes Junior Cambridge en 1933 y Senior Cambridge en 1935, fue la primera chica de Kedah en aprobar el Senior Cambridge con una distinción. Comenzó sus estudios de medicina en la Facultad de Medicina rey Eduardo VII de la Universidad Nacional de Sinagapur. Singapur en 1936. Las clases en la universidad se suspendieron durante la Segunda Guerra Mundial, por lo que regresó a Malasia en 1941 para trabajar como médica practicante en el Hospital General Alor Setar. Reanudó sus estudios en 1946 y se graduó con una licenciatura en Medicina y Cirugía en 1947. Después de once años de formación, se convirtió en la primera doctora malaya acreditada. 
Después de su graduación, se convirtió en oficial médica en el Hospital General Alor Setar, donde siguió siendo la única mujer en ese puesto hasta 1960. En 1956, viajó a Dublín, Irlanda, para asistir a un curso de obstetricia para posgraduados. Allí conoció a su marido, Abu Bakar Ibrahim, también médico de Alor Setar. Ismail regresó de Dublín a Alor Setar, donde fue nombrada partera real de Sultanah Bahiyah. Dejó Alor Setar para ir a Kuala Lumpur en 1960 y se desempeñó como oficial médica a cargo del Hospital Tanglin hasta 1967, cuando abrió una consulta privada. Su práctica, Klinik Salma, fue una de las primeros consultorios privados establecidos por un médico de cabecera malayo. Klinik Salma luego se expandió a tres sucursales ubicadas alrededor de Kuala Lumpur, y se jubiló en 2005.
Murió en Kuala Lumpur el 20 de julio de 2014 a la edad de noventa y cinco años.

## Premios y reconocimientos
Recibió los premios:
- Bintang Cemerlang Kedah, 1957
- Dato Paduka Mahkota Kedah 1996[2]
- Comandante de la Orden de Lealtad a la Corona de Malasia (Panglima Setia Mahkota) (1997). Le otorga el título de Tan Sri.[4]